# The O2 (Londen)

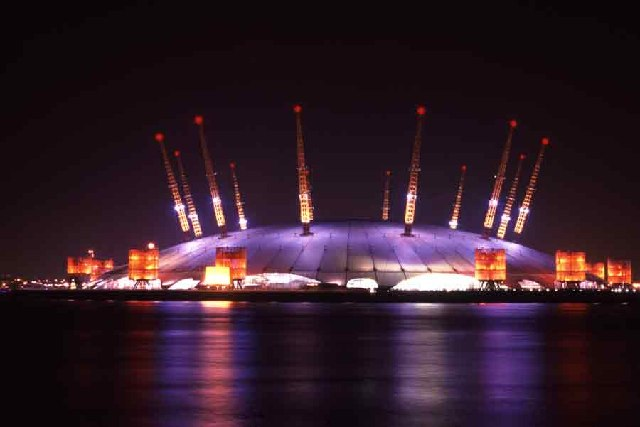
The O_{2} met verlichting

The O2 (voorheen de Millennium Dome) is een evenementencomplex dat ter gelegenheid van de viering van het nieuwe millennium in het zuidoosten van Londen werd neergezet. Onderdeel van The O2 is de The O2 Arena.

## Geschiedenis
The O2 Arena werd ontworpen door de Britse architect Richard Rogers. Met een doorsnede van 365 meter is The O2 het grootste koepelgebouw ter wereld en heeft een capaciteit voor 15.500 bezoekers.
Sinds de bouw werd de Millennium Dome geplaagd door financiële exploitatieproblemen. Op 31 mei 2005 werd de Dome hernoemd naar "The O2", naar het gelijknamige Britse telecombedrijf. Het gebouw werd omgebouwd om er popconcerten en andere evenementen te kunnen organiseren. Op 24 juni 2007 werd The O2 geopend. De Amerikaanse band Bon Jovi was de eerste die die dag een niet-besloten concert gaf in The O2 Arena.
Tussen 1 augustus en 21 september 2007 gaf Prince een reeks van 21 concerten in The O2 Arena. Ook andere artiesten gaven er lange reeksen concerten; onder wie de Spice Girls (17 keer). Michael Jackson zou er tussen 13 juli 2009 en 6 maart 2010 vijftig optredens geven, onder de naam This Is It. Drie weken voor deze concertreeks overleed Jackson echter. Ook Madonna heeft meerdere concerten gegeven in The O2. Haar laatste was in 2009 voor de Sticky & Sweet Tour.
Het gebouw ligt aan de rivier de Theems. 

## Bereikbaarheid
Het gebouw is bereikbaar via het metrostation North Greenwich. Het station aan de Jubilee Line is een van de grootste stations van de metro van Londen, met een capaciteit van 20.000 passagiers per uur, om de stroom van bezoekers aan The O2 te kunnen verwerken.

## Olympische Zomerspelen van 2012
Tijdens de Olympische Zomerspelen 2012 werden hier de evenementen gymnastiek en basketbal gehouden. Tijdens de Paralympics was er rolstoelbasketbal te zien. Tevens werd het stadion tijdens de Olympische Zomerspelen 2012 omgedoopt in de North Greenwich Arena aangezien de naamgever geen sponsor is van de Olympische Spelen.

## Tennis
Van 2009 tot en met 2020 vonden hier de ATP World Tour Finals plaats, het eindejaarstoernooi van de ATP, waaraan de acht beste spelers van ieder tennisjaar deelnemen, zowel in het enkelspel als in het dubbelspel. Dit toernooi wordt ieder jaar in november gespeeld op een indoor-hardcourtbaan.

## Darts
Jaarlijks vinden hier in mei de play-offs (halve finales en finale) van de Premier League Darts van de PDC plaats m.u.v. de jaren 2020 t/m 2022. In 2020 en 2021 werd de Premier League vanwege de coronapandemie in toernooivorm plaats en vonden de play-offs plaats in Coventry(2020) en Milton Keynes(2021) en in 2022 vonden de play-offs plaats in de Mercedes-Benz Arena in Berlijn. In plaats daarvan werd dat jaar in de O2 een voorrondewedstrijd gespeeld van het toernooi. Deze worden gespeeld door de vier beste darters van deze dartscompetitie die in het voorjaar gespeeld wordt. In 2020 wordt hier ook de BDO World Darts Championship gespeeld. Dit toernooi werd voorheen in het Lakeside Leisure Complex in Frimley Green gespeeld waar het ook wel bekend stond als de "Lakeside".
The O2 (Londen) · O2 Arena (Praag)